# الاستفتاء الرئاسي المصري 1999
الاستفتاء الرئاسي المصري عام 1999 هو الاستفتاء الخامس  في عهد حسني مبارك دعا إليه حسني مبارك في 26 سبتمبر عام 1999 للاستفتاء على فترة ولايته الرابعة .بعد ترشيحه من 443 عضو من البرلمان وامتناع 11 عضو.

## وثيقة الاستفتاء
عبارة عن ورقة بيضاء تحمل صورة محمد حسني مبارك وتحتها دائرة خضراء للتصويت بنعم وأخرى سوداء للتصويت بلا .

## النتائج
دفعت النتائج لتولي محمد حسني مبارك رئاسة جمهورية مصر العربية لفترة رئاسية رابعة 6 سنوات بالموافقة بنسبة 94% ونسبة مشاركة 79%, وكانت النتائج الرسمية المعلنة:
| الاختيار                                             | الأصوات    | %     |
| ---------------------------------------------------- | ---------- | ----- |
| موافق (نعم)                                          | 17,554,856 | 93.79 |
| معارض (لا)                                           | 1,162,525  | 6.21  |
| أصوات باطلة                                          | 240,512    | –     |
| الإجمالي                                             | 18,957,893 | 100   |
| المسجلون في قاعدة البيانات الانتخابية- نسبة المشاركة | 23,934,907 | 79.20 |

## انتقادات
1. شككت أحزاب المعارضة وجماعة الإخوان المسلمون في نتيجة الاستفتاء واتهموا النظام بالتزوير بل وشككوا أيضاً في نسبة المشاركة المعلنة.
2. نسبة المشاركة والتي تمثل 79% من المسجلين في قاعدة البيانات تعتبر ضئيلة بالمقارنة بعدد السكان حيث أن قاعدة البيانات كانت تحتوي على 24 مليون مواطن في حين أن عدد السكان كان يقارب 80 مليون نسمة . وترجع هذه القلة إلى أنه كانت في تلك الفترة لا يسجل في قاعدة بيانات الناخبين إلا من قام باستخراج بطاقة انتخابية وكان لاستخراجها على المواطن القيام بالعديد من الإجراءات البيروقراطية المعقدة والحصول على العديد من الموافقات من الأجهزة الشرطية.
3. تعالت الانتقادات في الداخل والخارج واتهم نظام حسني مبارك بعدم الديموقراطية وضغطت بعض الدول على النظام بأنها لا تستطيع إعطاء المعونات لدول لا تطبق الديموقراطية الصحيحة مما دفع حسني مبارك إلي تغيير المادة (76) من دستور 1971 في استفتاء دستوري عام 2005 , ثم إجراء أول انتخابات رئاسية تعددية في نفس العام .